# Yehuda Ben-Meir

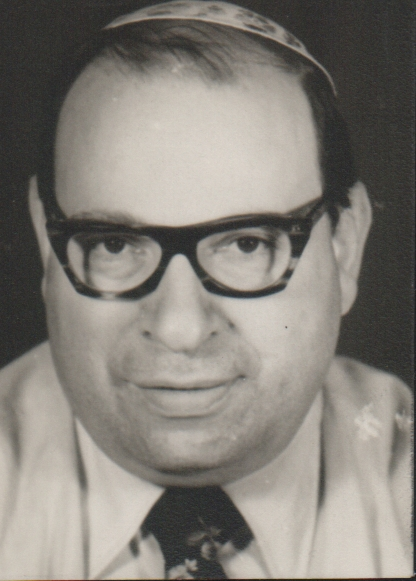
Yehuda Ben-Meir

Yehuda Ben-Meir (hebräisch יהודה בן-מאיר; * 27. Juli 1939 in New York City; † 14. März 2025) war ein israelischer Politiker der Nationalreligiösen Partei (Mafdal), der Partei Jüdischer Staat, Demokratischer Staat (Meimad) sowie der Nationalen Sozialen Bewegung (Gescher), der zwischen 1971 und 1984 Mitglied der Knesset sowie zeitweise Stellvertretender Außenminister war.

## Leben
Ben-Meir begann nach dem Schulbesuch ein Studium an der Jeschiwa „Yishuv HaHadash“ in Tel Aviv-Jaffa und absolvierte danach ein Studium der Psychologie an der Yeshiva University sowie der Columbia University, das er mit einem Doktorat in Psychologie beendete. Nach seiner Einwanderung (Alija) nach Israel wurde er 1961 Lecturer für Psychologie an der Bar-Ilan-Universität in Ramat Gan und unterrichtete dort bis 1968.
Anschließend begann er sein politisches Engagement in der Nationalreligiösen Partei und arbeitete als Direktor von deren Jugendbüro. Daneben fungierte er Mitglied des Aktionsausschusses sowie des Direktorium der Mafdal. Außerdem war er Mitglied des Weltsekretariats der orthodox-zionistischen Bewegung Misrachi sowie der HaPo’el haMisrachi, den Vorgängerparteien der Mafdal.
Am 4. April 1971 wurde Ben-Meir, der zeitweilig auch Mitglied des Direktoriums der Nationalreligiösen Partei war, als Nachfolger des verstorbenen Schlomo Jisra’el Ben Me’ir erstmals Mitglied der Knesset und gehört dieser bis zum 13. August 1984 an. Während seiner Parlamentszugehörigkeit war er in unterschiedlichen Wahlperioden Mitglied des Hauptausschusses sowie der Knessetausschüsse für Finanzen, für Verfassung, Recht und Justiz, für Auswärtiges und Verteidigung, für Energie, für Bildung und Kultur sowie zeitweise des Unterausschusses für Nuklearenergie und des Sonderausschusses für nationale Gesundheit.
Am 11. August 1981 wurde Ben-Meir stellvertretender Außenminister und bekleidete diese Funktion als Vertreter von Außenminister Jitzchak Schamir bis zum 13. September 1984.
Nach seinem Ausscheiden aus der Knesset nahm er seine Lehrtätigkeit an der Bar-Ilan-Universität wieder auf und war dort seither als Senior Lecturer für Psychologie tätig. Daneben absolvierte er ein Studium der Rechtswissenschaften und begann nach Abschluss des Studiums eine Tätigkeit als Rechtsanwalt.
Nach seinem Austritt aus der Nationalreligiösen Partei gehörte Ben-Meir 1988 zu den Mitgründern der Meimad, ehe er später der Gescher beitrat.

## Veröffentlichungen
- National Security Decisions Making : The Israeli Case, 1987
- Israeli Public Opinion, 1995
- Civil-Military Relations in Israel, 1995
- The People Speak: Israeli Public Opinion on National Security, 2005-2007, 2007